# Associazione nazionale ex internati
L'Associazione nazionale ex internati o ANEI è un ente morale della Repubblica Italiana, che raggruppa i reduci dai lager nazisti.
Istituito  nel 1946, al 2006 i suoi uffici hanno sede nella casa della memoria e della storia. È un ente con sedi in tutto il territorio nazionale e deve la sua importanza per la conservazione di un patrimonio morale resistenziale di indiscutibile valore storico.

## Storia
A seguito della proclamazione dell'armistizio del '43 i soldati italiani divennero per i tedeschi dei nemici catturati e deportati in numerosi campi di internamento. Per sottrarre questi prigionieri all'assistenza degli organi internazionali previsti della convenzione di Ginevra, Hitler diede loro una diversa denominazione (Italienische Militär-Internierten) per sottoporli al "castigo esemplare". 600.000 uomini e forse più furono deportati, di questi 40.000 morirono.
Con la fine della guerra nel '45, tutti questi militari si riunirono in associazione per dare assistenza ai sopravvissuti e alle loro famiglie. L'ente venne istituito con D.P.R.del 12 aprile 1948 n. 403

## I campi di internamento
Sono numerosissimi i campi di concentramento in cui vennero rinchiusi i militari italiani.
I campi si suddividevano in diverse tipologie:
- Dulag o Durchgangslager (campo di transito) – Usati come punto di raccolta dei prigionieri di guerra in attesa della destinazione.
- Dulag luft o Durchgangslager der Luftwaffe (campi di transito per l'aviazione) – Usati come punto di raccolta dei prigionieri di guerra dell'aviazione in attesa della destinazione.
- Stalag o Stammlager (campo base) – Campi per i sottoufficiali.
- Oflag o Offizier-Lager (campo ufficiali) – Campi per gli ufficiali.
- Stalag Luft o Luftwaffe-Stammlager  (campo base aviazione) – Campi per sottoufficiali dell'aviazione amministrati dall'aviazione tedesca.
- Marlag o Marine-Lager (campo marina) – Campi per la Marina.
- Milag o Marine-Internierten-Lager (marine internment camp) – Campi per i marinai non militari.
- Ilag/Jlag o Internierungslager (campo di internamento) – Campi per prigionieri civili.

La diversa nomenclatura non serviva ad indicare sedi diverse ma tipologie diverse, quindi in uno stesso campo troviamo sia uno stalag che un oflag.
Presso l'ANEI sono archiviate numerose testimonianze in forma di diari o disegni dei prigionieri.

## Pubblicazioni
L'ANEI cura la pubblicazione di "Noi dei Lager", bollettino trimestrale inviato a tutti gli associati.